# Radešínská Svratka
Radešínská Svratka (deutsch Radeschiner Swratka) ist eine Gemeinde in Tschechien. Sie liegt sechs Kilometer südlich von Nové Město na Moravě und gehört zum Okres Žďár nad Sázavou.

## Geographie
Radešínská Svratka erstreckt sich in der Böhmisch-Mährischen Höhe unterhalb der Einmündung der Zátoka beiderseits des Flüsschens Bobrůvka. Östlich erheben sich die Hügel Kopec (654 m) und Bukůvka (600 m), im Südosten die Svratka (Swratkaberg, 581 m) und im Süden die Kalvárie (Borowaberg, 593 m).
Nachbarorte sind Petrovice und Nová Ves u Nového Města na Moravě im Norden, Křídla im Nordosten, Dlouhé im Osten, Lánský Dvůr, Račice und Horní Bobrová im Südosten, Podolí im Süden sowie Křiby im Südwesten, Hodíškov und Řečice im Westen.

## Geschichte
Seit der Gründung des Klosters Saar bildete die Bobrůvka die Grenze zwischen den Klostergütern und dem Besitz, den der Stifter Boček von Jaroslavice und Zbraslav seinen Erben zugeschrieben hatte. Swratka wurde in der zweiten Hälfte des 13. Jahrhunderts in gemeinschaftlicher Kolonisation der Urwälder durch Bočeks Sohn Gerhard von Zbraslav und Obřany († 1291) und den Zisterzienserorden angelegt.
Die erste schriftliche Erwähnung des Dorfes Swratka erfolgte in der Chronik des Zisterzienserklosters Marienborn in Saar. Darin wird berichtet, dass Heralt von Obřany seine Hälfte des Dorfes dem Kloster schenkte. Der Zeitpunkt des ersten Nachweises wird deshalb auf 1290 datiert. Zuvor hatte der Orden zum Ende des 13. Jahrhunderts auf seinem, rechts der Bobrůvka befindlichen, Anteil einen Klosterhof angelegt, zu dem auch die Ansiedlung Svratečka zugehörte. Erste schriftliche Nachweise über den Hof stammen von 1356. Im Jahre 1366 wurde erstmals auch die Kirche genannt. Der Hof Lánský Dvůr entstand wahrscheinlich im 15. Jahrhundert als Vladikensitz. Nach 1511 fiel der Klosterhof, ebenso wie Svratečka, wüst. Das erste Ortssiegel, das einen Storch zeigt, stammt aus dem Jahre 1667.
Nach der Aufhebung des Klosters im Zuge der Josephinischen Reformen fiel Swratka 1784 dem Religionsfonds der Herrschaft Saar zu. Dieser wurde der k.k. Veräußerungskommission für die Staatsgüter übertragen, die den ehemaligen Klosterbesitz in fünf Teile gliederte, wobei Swratka dem Radešíner Anteil zufiel. Nachdem 1784 die Wallfahrtskirche des hl. Johannes von Nepomuk auf der Zelená hora ausgebrannt war, wurde 1787 die Orgel und der Beichtstuhl für die Wiederherstellung der ruinierten Kirche nach Saar verbracht.
1826 erfolgte der Verkauf der Herrschaft Radešín an František Schneider. Nachfolgend entstand zur Unterscheidung von anderen Orten namens Svratka das Prädikat Radešínská.
Nach der Aufhebung der Patrimonialherrschaften bildete Svratka ab 1850 eine Gemeinde im Bezirk Neustadtl. Tomáš Řehoř Wolný berichtete in seiner 1856 erschienenen Kirchlichen Topographie von Mähren über Eisenerzbergbau in Swratka. Außerdem wurden früher Meiler betrieben. Seit dem Ende des 19. Jahrhunderts wird der Ort amtlich als Radešínská Svratka bezeichnet. 1895 entstand die Verbindungsstraße nach Radešínská Svratka errichtet, die heute als Fahrweg zwischen beiden Dörfern dient. 1949 wurde die Gemeinde im Zuge der Auflösung des Okres Nové Město na Moravě dem Okres Žďár nad Sázavou zugeordnet.

## Ortsgliederung
Für die Gemeinde Radešínská Svratka sind keine Ortsteile ausgewiesen. Zu Radešínská Svratka gehört die Einschicht Lánský Dvůr.

## Sehenswürdigkeiten
- Kirche des hl. Wenzel, das im Empirestil errichtete Bauwerk entstand 1805 an Stelle eines seit 1366 nachweislichen spätgotischen Vorgängerbaus. Alten Überlieferungen zufolge soll eine erste kleine Holzkirche bereits im 10. Jahrhundert kurz nach dem Tode des hl. Wenzel am Platz des heutigen Presbyteriums gestanden sein. Die Pfarrchronik berichtet, dass im Turmgewölbe bei einer Ausbesserung eine Jahreszahl 947 aufgefunden worden sein. Dies wird jedoch von Historikern angezweifelt.
- Pfarrhaus, errichtet 1784

## Persönlichkeiten
- Isidor Vondruška (1865–1944), katholischer Geistlicher, Hagiograph und Autor religiöser Literatur